# Битва при Граховаце
Битва при Граховаце (серб. Bitka na Grahovcu) произошла во время Черногорско-турецкого конфликта 1858 года в одноименной деревне Граховац с 11 по 13 мая 1858 года, когда  войска Княжества Черногория разбили вторгнувшуюся армию турок-османов. После победы была завершена демаркация границы между Черногорией и османским боснийским эялетом.

## Предыстория

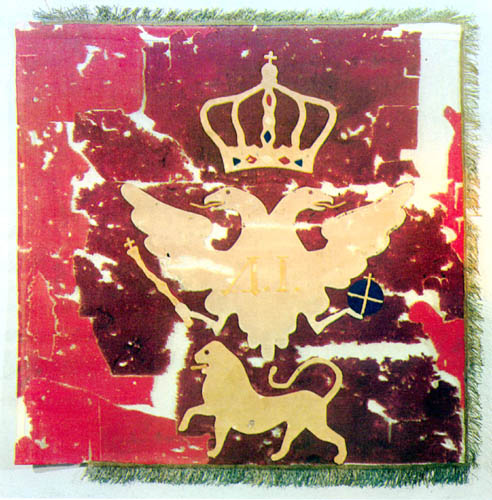
Флаг, под которым сражались черногорцы в битве

В 1857 году разгорелся очередной конфликт между Княжеством Черногория и Османской империей, вызванный антитурецким восстанием в Герцеговине. Черногорский правитель всячески содействовал разрастанию восстания в Герцеговине и закреплению там черногорского влияния. После того как князь отказался признавать верховную власть султана, Турция сконцентрировала войска вблизи черногорских границ и в конце апреля 1858 года двинула их в сторону Грахова.
10 мая 1858 года османский командующий Хусейн-паша захватил деревни Вилуси и Грахово и продолжил наступление на Граховац, небольшую деревню, расположенную на плато, немного возвышающемся над захваченной территорией. Ядро черногорского сопротивления находилось в Граховаце, который согласно военным планам был главным бастионом обороны Черногории.

## Ход битвы
Сами бои начались 11 мая рано утром. Османы атаковали Граховац, в то время как черногорцы упорно оборонялись, решив не отступать любой ценой. В тот день погибло большинство из 3000 османов и 1000 черногорцев. 12 мая Хусейн-паша предложил главнокомандующему Мирко Петровичу-Негошу перемирие, но тот отказался от него, хотя и дал османам время похоронить своих мертвецов. Он также отказался послать людей, чтобы нарушить снабжение османов водой. Хотя это дало бы ему тактическое преимущество, он посчитал это бесчестным шагом.
13 мая началась решающая битва, когда турки-османы получили военную поддержку из Боснии. Но на этот раз черногорцы взяли на себя ответственность и атаковали османов, вынудив их последовательно отступать. Самой большой проблемой для черногорцев была хорошо вооруженная османская артиллерия, которая постоянно обстреливала их позиции из пушек. В конце концов черногорцы решили броситься в бой и захватить пушки. После того как они увидели двух военачальников, сердара (графа) Джуро Кусовца и священника Луки Йововича, убитых во время атаки, остальные черногорские войска, включая гвардейцев, начали быстрое наступление с криком: «Вперед, чтобы отомстить за наших командиров». Наступление было успешным, и значительный арсенал военных трофеев был захвачен после отступления османской армии.

## Результаты
Эта крупная победа имела еще большее дипломатическое значение . Слава черногорского оружия вскоре была увековечена в песнях и литературе всех южных славян, в частности сербов в Воеводине, тогда входившей в состав Австро-Венгрии. Эта победа Черногории вынудила великие державы официально демаркировать границы между Черногорией и Османской империей, де-факто признав многовековую независимость Черногории. Черногория получила Грахово, Рудине, Никшичи, более половины Дробняци, Тушины, Ускочи, Липово, Верхние Васоевичи, а также часть Кучи и Додоши.
Князь Данило наградил всех выживших в битве «Граховской медалью», а Мирко Петрович-Негош был провозглашен «Великим князем Граховским». В 1864 году король Николай I построил церковь Вознесения на месте штаб-квартиры Хусейн-паши, а в 2008 году правительство Черногории открыло обелиск в честь битвы и ее участников. И на церкви, и на обелиске прочитана знаменитая цитата из Горного венца Петра II Петровича-Негоша: «Памятник вашей храбрости — Черногория и её свобода».